# 卡龍 (填詞人)
卡龍（英語：Ip Hon Leung，1954年—），原名葉漢良，香港著名填詞人、前電台唱片騎師，活躍於1980至1990年代，現時定居英國。他曾擔任「亞太流行曲創作大賽」香港區評判，亦曾出任商業電台總經理及電台節目主持人4年。

## 筆名來源
往時晚上，葉漢良與唱片監製Tommy Leung（梁兆強）時常結伴打麻將，翌日早上葉漢良需要取筆名填寫歌詞，梁兆強跟他開玩笑，取其名為「卡窿」。葉漢良認為這個筆名可用，於是順水推舟，當作是相機品牌佳能（Canon）的音譯，且一直沿用。」

## 背景
卡龍早年在新界粉嶺崇謙堂村木屋成長，任職漆咸道英兵軍營管房的父親來自惠州客家漁民家庭，有一名繼兄及1弟1妹。他小時候參與村內崇真堂的教區活動，就讀寶血會培靈學校（小一至小六，1960年至1966年）及打鼓嶺嶺英公立學校（重讀小六，1967年畢業），與同於粉嶺生活的廖長江及廖長城昆仲一起考入英華書院。本來卡龍在讀小學時的成績平平，經過重讀之後，終以優異的升中試成績考入英華書院。而在讀中學期間，校內學業表現同樣一般，多取得D或E等，但結果於1972年香港中學會考中取得多個A級等第，往後在1974年香港高級程度會考中更取得中國文學科A級佳績。後來卡龍在大學階段任私立中學日校兼職教師，1977年以二級榮譽畢業於香港大學文學院，主修中國及西洋文學。
大學畢業後，卡龍因髮型問題而一度未能成功應徵工作。經其中學老師陳炳星（前新會商會陳白沙紀念中學校長）介紹下，他終得到機會到深水埗南昌街香港四邑商工總會黃棣珊紀念中學當全職中文科教師。一次於女同事介紹下，他加入上環CBS新力唱片公司（今索尼音樂娛樂），任藝人與音樂資產經理。然而對製作音樂感興趣的他有意參與製作唱片的過程，不久獲製作人梁兆強傳授製作技巧和提攜而逐漸成為唱片監製。直至1979年，他參與製作了徐小鳳第2張專輯後，正式兼任填詞人；此專輯為其首張協助製成的作品。1980年代離開新力唱片之後，他曾任職香港電台高級節目主任（離職前是第二台台長）、香港商業電台總經理（1990年代）以及土地發展局（市區重建局）企業傳訊總監。除此之外，他還於1981年加入香港電台第二台當過唱片騎師，1985年應亞洲電視節目監製陳灌明邀請，接替鄭丹瑞主持「電影一週」，又參演過不少電影作品。1980年代末曾通過紫微斗數算出自己要歷大劫，所以花了3年時間休息。休息過後應邀出任商業一台台長，上任1年即晉升為香港商業電台總經理。
在1997年至2000年代初，他因應互聯網與家居寬頻的發展趨勢，在香港物色收音機生產商，開發互聯網收音機「iM Tuner」。當時他加盟以三藩市為基地的科技公司「Sonicbox」，正為開拓香港市場前作預備工作。由2000年代末至現在，卡龍鑽研術數，而且推出了多本有關書籍。2021年搬到英國定居。
卡龍對術數有研究，早在1970年代入讀香港大學期間，通過文社活動認識術數師王亭之。當重遇對方未幾，從1984年底起至1987年王亭之移居夏威夷為止，卡龍隨王氏學習紫微斗數。卡龍被視為中州派四十弟子，同門師妹尚有鄧藹霖。此外，卡龍喜歡攝影，1975年獲得公開攝影比賽獎項。

## 作品列表
- 鄭少秋 - 如在夢中
- 葉德嫻、劉天蘭 - 兩個女人
- 關正傑 - 天籟…星河傳說
- 張學友 - 月半彎
- 張學友 - 輕撫妳的臉
- 張學友 - Smile Again 瑪利亞
- 陳百強 - 愛人（專輯：傾訴）
- 陳百強 - 夜（專輯：傾訴）
- 陳百強 - 脈搏奔流
- 陳百強/林珊珊 - 再見 Puppy Love
- 蔡楓華 - 愛的迷惑
- 蔡楓華 - 風塵
- 蔡楓華 - 煙外曉風輕
- 蔡楓華 - 輕談淺唱
- 蔡楓華 - 倩影
- 蔡楓華 - 早春二月
- 蔡楓華 - 天仙配（曲∶蘇來；詞∶卡龍）
- 徐小鳳 - 春夏秋冬
- 徐小鳳 - 黃沙萬里（撒哈拉的故事）
- 徐小鳳 - 人似浪花（原曲Here Comes the Night，由珍妮斯·艾恩作曲）
- 徐小鳳 - 每日懷念你
- 徐小鳳 - 破曉時份
- 徐小鳳 - 香江暖流
- 陳美玲 - 愛情拖拉機
- 羅文 - 慣性的愛
- 羅文、李克勤 - 明天
- 林憶蓮、倫永亮 - 此情只待成追憶
- 林憶蓮 - 夜了…沒有藉口
- 李國祥 - 遺憾
- 羅敏莊 - 追憶逝水年華II 卡龍存集
- 溫碧霞 - 美女與野獸
- 溫碧霞 - Baby Don't Go
- 溫碧霞 - Stranger in the Nite
- 溫碧霞 - 藍色的風
- 溫碧霞 - 森巴嘉年華
- 溫碧霞 - 午夜浮動
- 溫碧霞 - 只因這是愛（I need you）
- 溫碧霞 - 月亮代表我的心
- 溫碧霞 - Boogie Night
- 溫碧霞 - 離別彩虹
- 溫碧霞 - 某一個晚上
- 溫碧霞 - 夢化粧
- 溫碧霞 - 痴心
- 溫碧霞 - 半生緣
- 溫碧霞 - 忘掉我自己
- 溫碧霞 - 香檳
- 林珊珊 - 把歌談心
- 溫碧霞 - 凍結情感
- 王傑 - 闊別
- 戴恩玲 - 兩個小情人
- 張國榮 - 無形鎖扣
- 陳慧嫻 - 無聊的警告
- 倫永亮 - 把蕭邦佔領

## 演出作品

### 電影
- 1986年　老娘夠騷
- 1988年　一妻兩夫
- 1988年　三人世界
- 1989年  發達先生
- 1989年　小男人周記
- 1989年　鬼媾人 飾 葉大師
- 1989年  開心巨無霸　飾　酒客
- 1989年　小小小警察
- 1989年　說謊的女人
- 1990年　三人新世界
- 1990年　老婆，妳好嘢！
- 1991年　富貴吉祥
- 1991年　我老婆唔係人　飾　葉子微
- 1992年　來自北方的壞人
- 1992年　伴我縱橫
- 1992年　三人做世界
- 1992年　噴火女郎
- 1993年　猛鬼校園
- 1993年　天台的月光
- 1994年　晚9朝5　飾　Martin
- 1994年　三個相愛的少年
- 1995年　狂野生死戀　飾　阿松

## 節目主持
香港電台
- 1981年至？　城市八爪魚

亞洲電視
- 1985年　電影一週

## 個人創作
- 2008年　《斗數卷前卷談玄述異》，知出版
- 2012年　《斗數卷．卷一：安星法則》（壬辰版）（中國星學），圓方出版社
- 2012年　《斗數卷．卷一：安星法則》（壬辰版）（最新修訂第二版），圓方出版社
- 2012年　《斗數卷．卷二：星曜本義》，圓方出版社
- 2012年　《斗數卷．卷二：星曜本義》（修訂三版）（壬辰版），圓方出版社
- 2012年　《斗數卷．卷三：推斷法則》（壬辰版），圓方出版社
- 2013年　《斗數卷．卷四：星象原型》，圓方出版社
- 2014年　《斗數卷．前卷：談玄述異》（甲午版），知出版
- 2018年　《斗數卷．卷五：星象本紀》（戊戌初行），圓方出版社
- 2021年　《庚子己亥戊戌》，牛津大學出版社

## 外部連結
- Doushuroll斗數卷──卡龍開設之術數學問交流的Facebook專頁
- 卡龍歌詞站